# Рекітіш (Харгіта)
Рекітіш (рум. Răchitiș) — село у повіті Харгіта в Румунії. Входить до складу комуни Білбор.
Село розташоване на відстані 293 км на північ від Бухареста, 79 км на північ від М'єркуря-Чука, 147 км на схід від Клуж-Напоки.

## Населення
За даними перепису населення 2002 року у селі проживали 478 осіб, з них 476 осіб (99,6%) румунів. Рідною мовою 475 осіб (99,4%) назвали румунську.